# 炒花飯

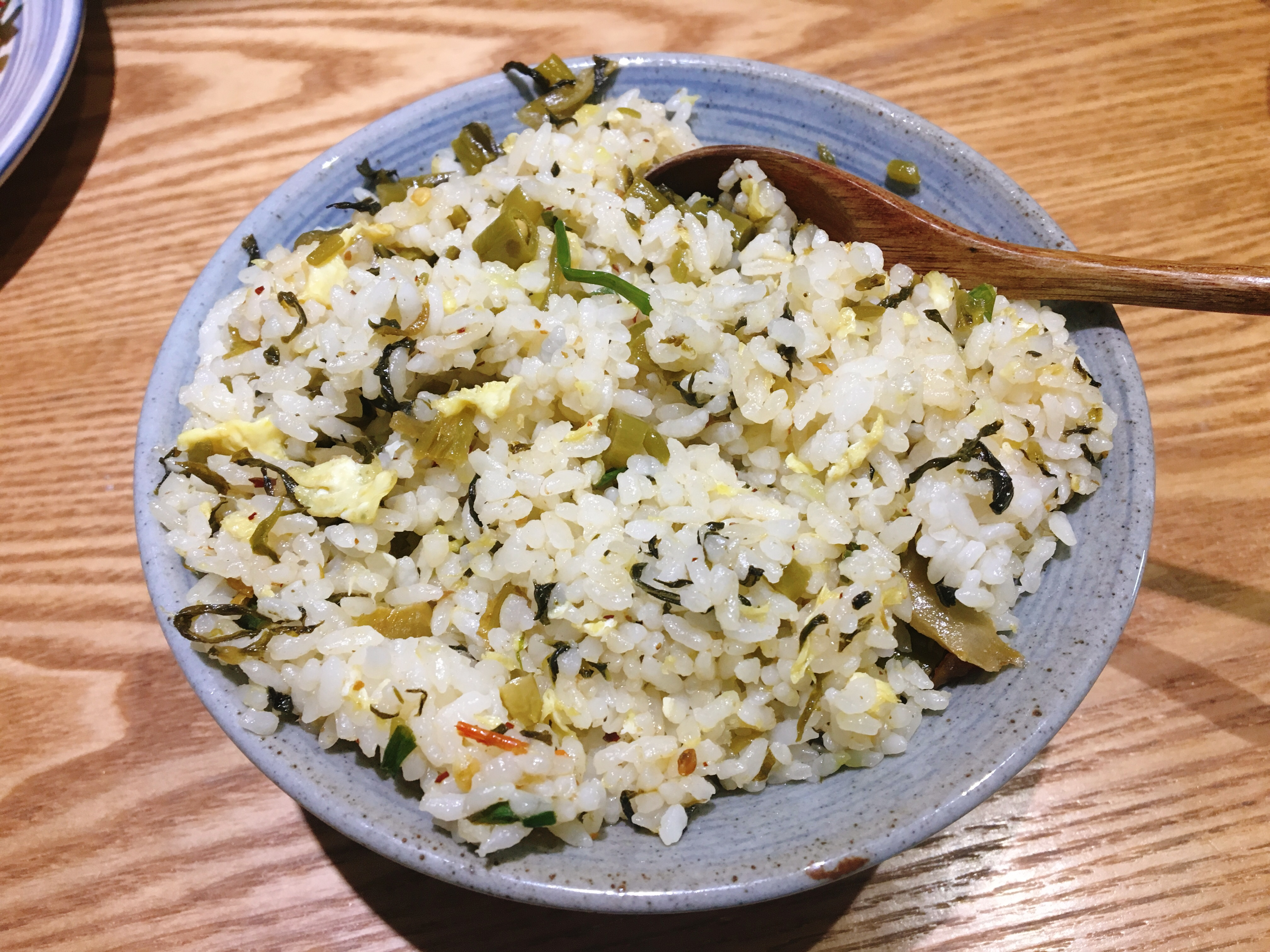
花饭

炒花饭是武漢食品，原料为煮熟的大米饭（通常使用粘性较小、口感偏硬的籼米）和鸡蛋，辅料不固定，常见的有青菜、腌菜、豆角末、香肠、肉丝等。油烧热之后先打一个鸡蛋进去炒碎，再放入辅料煸炒，最后放入米饭炒入味后即成。